# Джентльмен года CHL
Джентльмен года CHL (англ. CHL Sportsman of the Year) — приз, ежегодно вручаемый игроку Канадской хоккейной лиги (CHL) за благородство и добропорядочность на льду.

## Победители
- 2023-24 Брэйден Ягер, Мус-Джо Уорриорз (WHL)
- 2022-23 Эван Вирлинг, Барри Кольтс (OHL)
- 2021-22 Жордан Дюме, Галифакс Мусхедз (QMJHL)
- 2020-21 Не вручался
- 2019-20 Ник Робертсон, Питерборо Питс (OHL)
- 2018-19 Джастин Алмейда, Мус-Джо Уорриорз (WHL)
- 2017-18 Алекси Хепониеми, Свифт-Каррент Бронкос (WHL)
- 2016-17 Ник Судзуки, Оуэн-Саунд Аттак (OHL)
- 2015-16 Самюэль Жирар, Шавиниган Катарактез (QMJHL)
- 2014-15 Рурк Картье, Келоуна Рокетс (WHL)
- 2013-14 Сэм Райнхарт, Кутеней Айс (WHL)
- 2012-13 Тайлер Граовац, Бельвиль Буллз (OHL)
- 2011-12 Марк Стоун, Брэндон Уит Кингз (WHL)
- 2010-11 Филип-Мишель Дево, Гатино Олимпикс (QMJHL)
- 2009-10 Джейсон Баст, Мус-Джо Уорриорз (WHL)
- 2008-09 Седрик Лалонд-МакНиколл, Шавиниган Катарактез (QMJHL)
- 2007-08 Седрик Лалонд-МакНиколл, Шавиниган Катарактез (QMJHL)
- 2006-07 Давид Деарне, Шикутими Сагенинс (QMJHL)
- 2005-06 Крис Расселл, Медисин-Хат Тайгерс (WHL)
- 2004-05 Джефф Картер, Су-Сент-Мари Грейхаундз (OHL)
- 2003-04 Бенуа Монду, Шавиниган Катарактез (QMJHL)
- 2002-03 Кайл Уэллвуд, Уинсор Спитфайрз (OHL)
- 2001-02 Брэд Бойс, Эри Оттерз (OHL)
- 2000-01 Брэндон Рид, Валь-д’Ор Форёрз (QMJHL)
- 1999-00 Джонатан Руа, Монктон Уайлдкэтс (QMJHL)
- 1998-99 Мэтт Кинч, Калгари Хитмен (WHL)
- 1997-98 Кори Сайренн, Брэндон Уит Кингз (WHL)
- 1996-97 Келли Смарт, Брэндон Уит Кингз (WHL)
- 1995-96 Хнат Доменичелли, Камлупс Блэйзерс (WHL)
- 1994-95 Эрик Дазе, Бьюпорт Хэрфэнгз (QMJHL)
- 1993-94 Яник Дюбе, Лаваль Титан Колледж Франсе (QMJHL)
- 1992-93 Рик Жирар, Свифт-Каррент Бронкос (WHL)
- 1991-92 Мартин Жендрон, Сен-Иасент Лэйзер (QMJHL)
- 1990-91 Пэт Фалун, Спокан Чифс (WHL)
- 1989-90 Эндрю МакКим, Халл Олимпикс (QMJHL)